# Apoteket vid Salutorget i Åbo
Apoteket vid Salutorget i Åbo (även kallat Åbo 1:a apotek, på finska: Turun kauppatorin apteekki eller Turun 1. apteekki) var Finlands första och äldsta apotek. Apoteket, som låg i Åbo i Egentliga Finland, grundades av apotekaren J.A. Relou den 2 juni 1689. Apoteket stängdes 2012.

## Historia
På 1800-talet ägde Johan Julin och hans son Erik Julin Salutorgets apotek. Släkten Carén fungerade som apotekets ägare nästan hela 1900-talet fram till år 1985. Efter släkten Carén var professor Hannu Turakka som apotekare. Den sista apotekaren var Pirjo Mäkitalo från 2003 till 2012 när apoteket stängdes. Apoteket var sedan 1866 beläget i empirhuset bredvid Åbo Svenska Teater. Huset ritades av Carl Johan von Heideken.

### Apotekarna
| Namn            | År        |
| --------------- | --------- |
| J. A. Relou     | 1689-1723 |
| J. Synnerberg   | 1723-1763 |
| J. J. Lydeman   | 1763-1796 |
| A. A. Mjödh     | 1796-1803 |
| G. Freudenthal  | 1803-1814 |
| Johan Julin     | 1814-1827 |
| Erik Julin      | 1852-1858 |
| K. V. Fabritius | 1858-1892 |
| J. A. Berglund  | 1892-1895 |
| F. E. Reims     | 1895-1907 |
| A. J. Carén     | 1907-1940 |
| S. G. M. Carén  | 1963-1985 |
| H. T. Turakka   | 1985-2003 |
| P. H. Mäkitalo  | 2003-2012 |

### Problem och konkurs
Fimea, tillsynsmyndigheten för läkemedelsområdet i Finland, drog in apotekets licens på grund av bristfälligt utbud av mediciner i slutet av juli 2011. Tidigare hade Fimea givit en skriftlig varning. Apotekaren överklagade beslutet, men förvaltningsdomstolen i Åbo gav Fimea rätt. Försäkringsbolaget Pensions-Fennia ansökte om skuldsanering för apoteket, men enligt Egentliga Finlands tingsrätt hade apoteket inga ekonomiska förutsättningar att driva verksamheten. Pensions-Fennia begärde apoteket i konkurs 15 september 2011, på grund av obetalda pensionsavgifter.
Hela personalen vid Apoteket vid Salutorget i Åbo sade upp sig den 4 oktober 2011, eftersom man inte fått ut någon lön sedan juli. Apoteket stängdes den 27 juni 2012.